# 22942 Alexacourtis
22942 Alexacourtis (1999 TZ205) là một tiểu hành tinh vành đai chính được phát hiện ngày 13 tháng 10 năm 1999 bởi nhóm nghiên cứu tiểu hành tinh gần Trái Đất phòng thí nghiệm Lincoln ở Socorro.